# Chauvency-Saint-Hubert
Chauvency-Saint-Hubert é uma comuna francesa na região administrativa de Grande Leste, no departamento de Meuse. Estende-se por uma área de 10,76 km². Em 2010 a comuna tinha 236 habitantes (densidade: 21,9 hab./km²).